# Пожар на складе боеприпасов в Челопечене
Пожар на складе боеприпасов в Челопечене — техногенная катастрофа, случившаяся 3 июля 2008 года на территории базы по утилизации боеприпасов министерства обороны Болгарии на окраине Софии.

## История
Взрыв склада, на котором находилось 1453 тонны предназначенных к утилизации боеприпасов произошёл в 6 часов 30 минут утра 3 июля 2008 года, пожар и детонация продолжались более суток.
После окончания детонации боеприпасов и тушения пожара местность в радиусе 9 км вокруг склада была оцеплена. Последние остаточные взрывы боеприпасов произошли вечером 5 июля 2008 года.
В результате инцидента пострадали 2200 объектов (училище, жилые дома, хозяйственные помещения и др.) на территории города Софии и Софийской общины, общий ущерб составил около 7,5 млн. левов. Кроме того, по решению комиссии министерства сельского хозяйства Болгарии ещё 61 тыс. левов из средств государственного бюджета было выплачено местным жителям в качестве компенсации за уничтоженные посевы сельскохозяйственных культур.
В ходе служебной проверки обстоятельств происшедшего было установлено, что склад охраняли два охранника МОБА ЕООД (ведомственная охрана министерства обороны Болгарии, сотрудники которой являются гражданскими лицами).
17 июля 2008 года командиру воинской части было предъявлено обвинение в хищении государственного имущества в особо крупных размерах (при продаже в 2005 - 2007 гг. цветных металлов), в декабре 2008 года ему было предъявлено обвинение в совершении других должностных преступлений.
Очистка местности от взрывоопасных предметов на поверхности земли (без проверки водоёмов) была завершена 26 мая 2010, в ней участвовали 60 человек (в основном, сапёры) и 12 единиц техники. Боеприпасы калибром менее 30 мм уничтожали на месте, боеприпасы калибром свыше 100 мм вывозили для взрыва на полигон Сливница. Общая стоимость работ составила 255 тыс. левов.
14 октября 2011 года с площадки, на которую свозили для уничтожения невзорвавшиеся боеприпасы, были похищены 14 кумулятивных 85-мм снарядов, 21 октября 2011 похитители снарядов были задержаны.
25 июля 2012 года операция по очистке местности была официально завершена: в общей сложности, было проверено 33 тыс. м² территории и 220 тыс. м² водоёмов, собрано свыше 130 тыс. шт. невзорвавшихся боеприпасов и свыше 70 тонн металлолома от сдетонировавших боеприпасов.
В ходе расследования были проведены 12 экспертиз и опрошены 140 свидетелей. 13 марта 2014 года Софийский военно-окружной суд вынес решение, что командир воинской части майор Мирослав Тошев Митов и два других офицера болгарской армии виновны в должностном преступлении (нарушении правил хранения взрывчатых веществ при утилизации боеприпасов), что привело к взрыву 3 июля 2008 года.